# Moustafino
Moustafino (en macédonien Мустафино) est un village du centre de la Macédoine du Nord, situé dans la municipalité de Sveti Nikolé. Le village comptait 517 habitants en 2002.

## Démographie
Lors du recensement de 2002, le village comptait :
- Macédoniens : 475
- Valaques : 42